# Kornisi
Kornisi (Georgisch: ყორნისი, Qornisi) of Znaur (Ossetisch:Знауыр, Znawyr; Russisch: Знаур) is een 'nederzetting met stedelijk karakter' in het zuidwesten van de Georgische afscheidingsregio Zuid-Ossetië. Het is het bestuurlijk centrum van het Zuid-Osseetse district Znaur en had 451 inwoners volgens de Zuid-Osseetse volkstelling van 2015.
Voor de Georgische autoriteiten ligt Kornisi in de regio Sjida Kartli en is het sinds 2006 onderdeel van de gemeente Tigva. Het dorp ligt op een hoogte van ongeveer 785 meter aan de Pronerivier, een linkerzijrivier van de Mtkvari, en aan de voet van het Lichigebergte waar deze overgaat in de Sjida Kartlivlakte.

## Geschiedenis

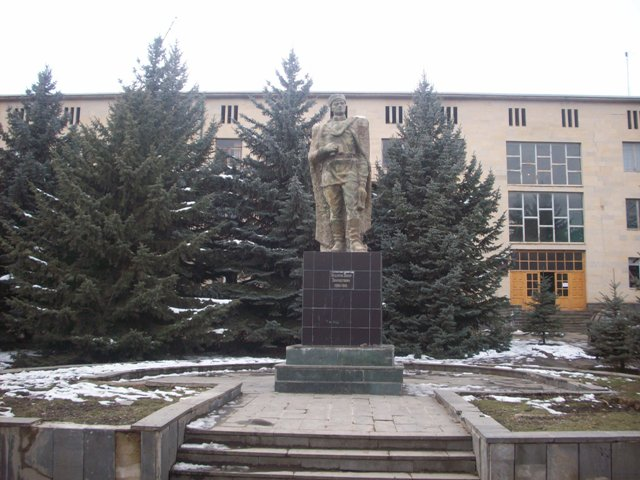
Standbeeld van revolutionair Znaur Aidarov

Znaur (of Znauri in het Georgisch) ontstond in de jaren 1930 als bestuurlijk centrum van het district Okoni dat in 1936 werd afgesplitst van het district Tschinvali. Het dorp Okona werd oorspronkelijk het bestuurlijk centrum van dit district.
In de jaren 1930 werd de naam Znaur in het gebied geïntroduceerd. Dit was de voornaam van de (Noord-)Osseetse bolsjewistische revolutionair Znaur Aidarov, een van de oprichters in 1917 van de Osseetse bolsjewistische organisatie "Tbilisi Ossetisch Revolutionair Comité". Hij werd in 1919 gearresteerd en geëxecuteerd tijdens een Osseets-revolutionaire opstand in Chasjoeri tegen de mensjewistische heersers van de Democratische Republiek Georgië.

### Znaur
Eerst werd het dorp Tkisoebani hernoemd in Znaurkau, maar in 1938 werd het district Okoni/Okonski hernoemd in Znaur. De plaats Znaur werd vervolgens opgericht als bestuurlijk centrum van het district. In 1975 kreeg Znaur de status van 'nederzetting met stedelijk karakter'. Als gevolg van het opheffen van de Zuid-Ossetische autonomie in 1990 werd in februari 1991 zowel het district Znaur als de plaats hernoemd naar Kornisi (Georgisch: ყორნისი), niet te verwarren met het andere dorp Kornisi, tien kilometer noordelijker in het district.
In april 1991 werd het district opgeheven en ondergebracht bij het district Kareli en verloor Znaur/Kornisi voor de Georgische wet de status van districtscentrum. Na de burgeroorlog in 1991-1992 verloren de Georgische autoriteiten de controle over de plaats Kornisi. De Zuid-Osseten bleven sindsdien de naam Znaur hanteren en voor hen bleef het het districtscentrum.

## Demografie
Volgens de volkstelling van 2015 door Zuid-Ossetië uitgevoerd had Znaur/Kornisi 451 inwoners. De etnische achtergrond is niet bekend: Zuid-Ossetië publiceert deze gegevens niet op dorpsniveau.
| Bevolking van Znaur / Kornisi                                                                   | Bevolking van Znaur / Kornisi | Bevolking van Znaur / Kornisi | Bevolking van Znaur / Kornisi | Bevolking van Znaur / Kornisi | Bevolking van Znaur / Kornisi | Bevolking van Znaur / Kornisi | Bevolking van Znaur / Kornisi | Bevolking van Znaur / Kornisi | Bevolking van Znaur / Kornisi |
| ----------------------------------------------------------------------------------------------- | ----------------------------- | ----------------------------- | ----------------------------- | ----------------------------- | ----------------------------- | ----------------------------- | ----------------------------- | ----------------------------- | ----------------------------- |
| Jaar                                                                                            | 1886                          | 1923                          | 1939                          | 1959                          | 1970                          | 1979                          | 1989                          | 2002                          | 2015                          |
| Aantal                                                                                          | -                             | -                             | 100                           | 583                           | 694                           | 706                           | 740                           | -                             | 451                           |
|                                                                                                 |                               |                               |                               |                               |                               |                               |                               |                               |                               |
| Georgiërs                                                                                       | -                             | -                             | 22 %                          | -                             | 23 %                          | 24 %                          | 29 %                          | -                             | -                             |
| Osseten                                                                                         | -                             | -                             | 54 %                          | -                             | 70 %                          | 75 %                          | 68 %                          | -                             | -                             |
| Verantwoording data: 1886, 1923, 1939-1989, volkstelling 2002, Zuid-Osseetse volkstelling 2015. |                               |                               |                               |                               |                               |                               |                               |                               |                               |